# Lubuk Mas (Rawas Ulu)
Lubuk Mas is een bestuurslaag in het regentschap Musi Rawas van de provincie Zuid-Sumatra, Indonesië. Lubuk Mas telt 687 inwoners (volkstelling 2010).